# (100700) 1997 YX17
(100700) 1997 YX17 es un asteroide perteneciente al cinturón de asteroides descubierto el 31 de diciembre de 1997 por el equipo del Spacewatch desde el Observatorio Nacional de Kitt Peak, Arizona, Estados Unidos.

## Designación y nombre
Designado provisionalmente como 1997 YX17.

## Características orbitales
1997 YX17 está situado a una distancia media del Sol de 2,320 ua, pudiendo alejarse hasta 2,487 ua y acercarse hasta 2,153 ua. Su excentricidad es 0,072 y la inclinación orbital 6,426 grados. Emplea 1290,94 días en completar una órbita alrededor del Sol.

## Características físicas
La magnitud absoluta de 1997 YX17 es 16,5. 